# Palicourea vulcanalis
Palicourea vulcanalis är en måreväxtart som beskrevs av Paul Carpenter Standley och Charlotte M. Taylor. Palicourea vulcanalis ingår i släktet Palicourea och familjen måreväxter. Inga underarter finns listade i Catalogue of Life.